# BAR 002
Chronologie des modèles (2000)
BAR PR01 BAR 003
La BAR 002 est la monoplace engagée par l'écurie British American Racing lors de la saison 2000 de Formule 1. Elle est pilotée par le Canadien Jacques Villeneuve et le Brésilien Ricardo Zonta. L'Anglais Darren Manning est le pilote d'essais. La BAR 002 est propulsée par un moteur Honda pour la première fois de son histoire.
La BAR 002 s'avère beaucoup plus fiable que sa devancière, la BAR PR01, et les deux pilotes BAR marquent les premiers points de l'équipe britannique lors du Grand Prix inaugural en Australie. Jacques Villeneuve termine dans les points à sept reprises, sa meilleure performance étant une quatrième place, obtenue quatre fois. Ricardo Zonta, lui, ne rapporte que trois points, sa meilleure place étant une sixième place obtenue à trois reprises.
À l'issue de la saison, BAR termine cinquième du championnat des constructeurs avec 20 points. Ricardo Zonta est remplacé par le Français Olivier Panis pour la saison 2001.

## Résultats en championnat du monde de Formule 1

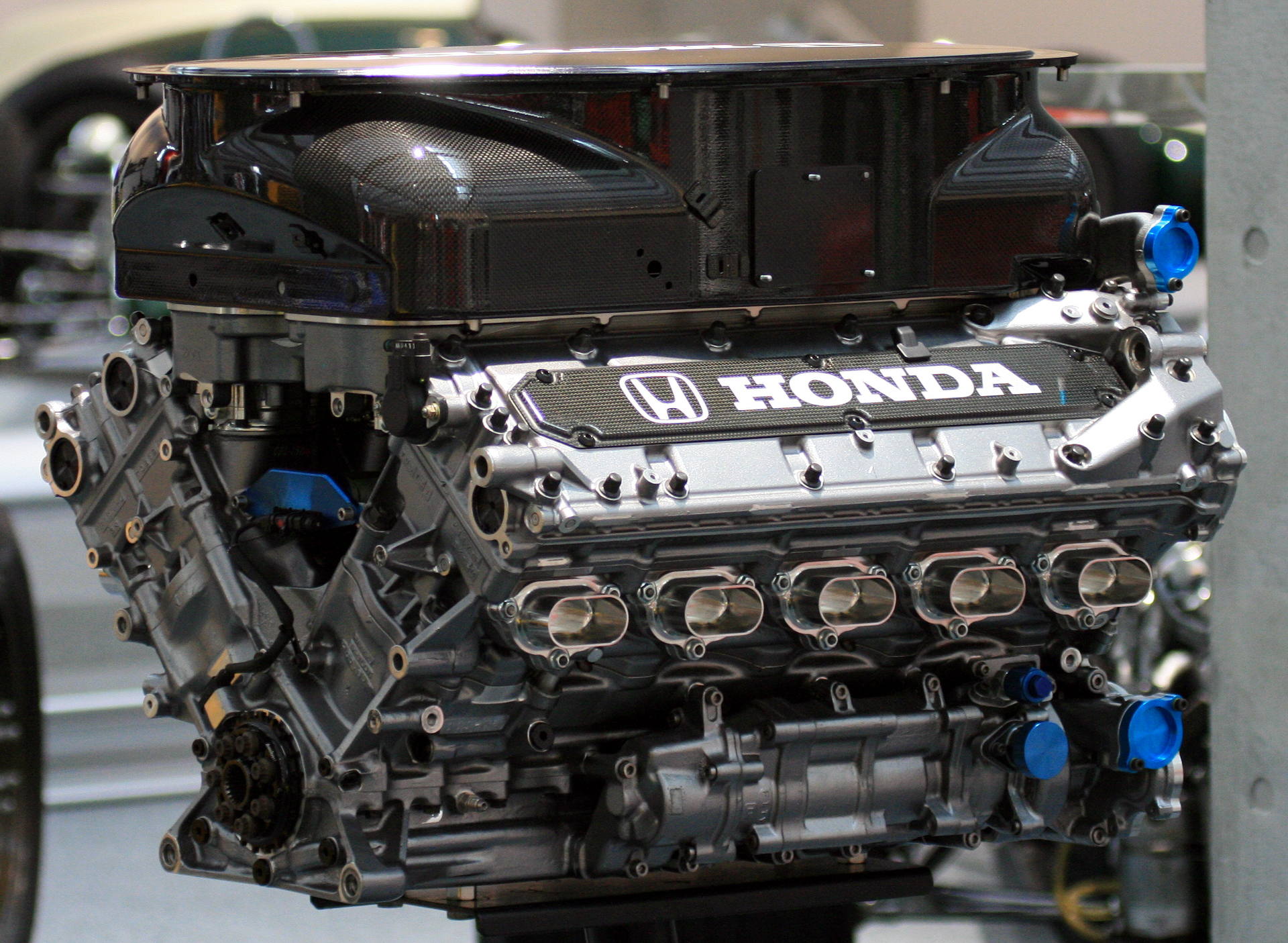
Le moteur Honda RA00E de la BAR 002

| Saison | Écurie                         | Moteur           | Pneus       | Pilotes            | Courses | Courses | Courses | Courses | Courses | Courses | Courses | Courses | Courses | Courses | Courses | Courses | Courses | Courses | Courses | Courses | Courses | Points inscrits | Classement |
| Saison | Écurie                         | Moteur           | Pneus       | Pilotes            | 1       | 2       | 3       | 4       | 5       | 6       | 7       | 8       | 9       | 10      | 11      | 12      | 13      | 14      | 15      | 16      | 17      | Points inscrits | Classement |
| ------ | ------------------------------ | ---------------- | ----------- | ------------------ | ------- | ------- | ------- | ------- | ------- | ------- | ------- | ------- | ------- | ------- | ------- | ------- | ------- | ------- | ------- | ------- | ------- | --------------- | ---------- |
| 2000   | Lucky Strike Reynard BAR Honda | Honda V10 RA000E | Bridgestone |                    | AUS     | BRÉ     | SMR     | GBR     | ESP     | EUR     | MON     | CAN     | FRA     | AUT     | ALL     | HON     | BEL     | ITA     | USA     | JAP     | MAL     | 20              | 5e         |
| 2000   | Lucky Strike Reynard BAR Honda | Honda V10 RA000E | Bridgestone | Jacques Villeneuve | 4e      | Abd     | 5e      | 16e     | Abd     | Abd     | 7e      | 15e     | 4e      | 4e      | 8e      | 12e     | 7e      | Abd     | 4e      | 6e      | 5e      | 20              | 5e         |
| 2000   | Lucky Strike Reynard BAR Honda | Honda V10 RA000E | Bridgestone | Ricardo Zonta      | 6e      | 9e      | 12e     | Abd     | 8e      | Abd     | Abd     | 8e      | Abd     | Abd     | Abd     | 14e     | 12e     | 6e      | 6e      | 9e      | Abd     | 20              | 5e         |

Légende : ici 